# Archaeomarasmius
Archaeomarasmius é um extinto gênero monotipo de fungo pertencente à família Tricholomataceae, da ordem Agaricales. Contendo apenas uma única espécie, Archaeomarasmius leggetti, o gênero foi descoberto a partir de dois espécimes recuperados de um âmbar: AMNH NJ-90Z e AMNH NJ-90Y, cujo primeiro consiste de um pequeno fragmento do píleo, enquanto o segundo é um cogumelo quase completo, quebrado perto da base do estipe (caule). O píleo, por sua vez, possui um diâmetro que varia de 3,2 a 6 milímetros, enquanto o estipe tem meio milímetro de espessura. Os esporos, que também foram recuperados do âmbar, são maioritariamente elipsoides a ovais, medindo aproximadamente 7,3 por 4,7 micrômetros. As espécies existentes que se assemelham ao gênero, Marasmius e Marasmiellus, são inferidas como tendo sido sapróbicas em serrapilheiras ou em outros detritos florestais.
O gênero é conhecido apenas a partir dos depósitos de âmbar de Nova Jérsia ao longo da planície costeira do Atlântico dos Estados Unidos, que datam da idade Turoniana (cerca de 90 a 94 milhões de anos) do Cretáceo Superior. Archaeomarasmius leggetti é uma das cinco espécies de fungos agáricos conhecidas no registro fóssil, e a única a ser descrita a partir do âmbar de Nova Jérsia.

## Histórico e classificação
O gênero é conhecido apenas pelos dois holotípicos fósseis: um basidiocarpo (ou cogumelo) e um fragmento do píleo, ambos residem atualmente no Museu Americano de História Natural (AMNH). Os espécimes, coletados em novembro de 1994 na região de East Brunswick em Nova Jérsia por G.R. Case, P.D. Borodin e J.J. Leggett, foram encontrados como um único nódulo de âmbar amarelo claro de 6 centímetros de diâmetro. O espécime foi encontrado acima da Argila do Fogo de Amboy do Sul (South Amboy Fire Clay), parte da Formação Raritan, sugerindo que é da era Turoniana do Cretáceo Superior (cerca de 90 a 94 milhões de anos atrás). Devido ao intemperismo, a amostra do âmbar AMNH NJ-90 fraturou em vários fragmentos ao longo de fraturas e linhas de fluxo. Os fragmentos com os espécimes do holotípicos, AMNH NJ-90Y e AMNH NJ-90Z, foram estudados pela primeira vez por um grupo de pesquisadores composto por David Hibbett e Michael Donoghue, da Universidade de Harvard, com David Grimaldi, do AMNH. Hibbett e seus colegas publicaram a descrição de espécies American Journal of Botany em 1997. O epíteto genérico, Archaeomarasmius, é uma combinação do grego archaeo- que significa "antigo" e "Marasmius", um gênero moderno que se assemelha ao extinto. O epíteto específico "leggetti" foi cunhado pelos autores em homenagem a J.J. Leggett e companhia, que primeiro descobriram o nódulo de âmbar e o doaram ao AMNH.
Quando relatado pela primeira vez, Archaeomarasmius leggetti foi a segunda espécie extinta de fungo agárico a ser descrita, e é a única espécie a ser conhecida a partir do âmbar de Nova Jérsia. Além dela, outras três espécies (Aureofungus yaniguaensis, Coprinites dominicana e Protomycena electra) foram descritas a partir do âmbar dominicano, datado do Mioceno e encontrado na República Dominicana. Além delas, o extinto gênero monotipo Quatsinoporites foi encontrado em concreções calcárias marinhas na Ilha de Vancouver, no Canadá, e datado de cerca de 130 a 125 milhões de anos atrás, está classificado provavelmente nas ordens Hymenochaetales ou Polyporales. Em 2007, outra espécie agárica foi relatada, Palaeoagaracites antiquus, encontrada no âmbar birmanês do início do período Cretáceo (cerca de 100 milhões de anos atrás).

## Descrição
Os holótipos deste gênero consistem em cogumelos e basidiósporos associados. O espécime AMNH NJ-90Y é um cogumelo quase completo, quebrado perto da base do estipe (caule). O píleo (chapéu) possui até 6 milímetros de diâmetro e tem uma forma convexa ostentando um umbo (uma ampla região central elevada). Sua cor é um tom médio de castanho escuro com uma carne fina e minuciosamente texturizada, e uma margem encurvada. As lamelas ou brânquias são espaçadas de forma distante, com 12 brânquias que se estendem totalmente desde a borda do chapéu até o estipe, e não possuem lamélulas (brânquias curtas que não alcançam o estipe da borda do píleo). O píleo, por sua vez, encontra-se centralizado no estipe, que tem 0,5 por 2,2 milímetros de comprimento e uma quebra logo acima da base. O estipe carece de um véu universal, sendo liso e cilíndrico. O topo do píleo está exposto em uma planície de fratura, e para evitar a oxidação, a área foi revestida em uma fina camada de resina sintética, que também resultou em uma visibilidade ligeiramente melhorada do cogumelo.
O espécime AMNH NJ-90Z é um pequeno fragmento de píleo em forma de cunha que foi acidentalmente fraturado durante a preparação para o estudo, rompendo-se ao meio. Embora os pesquisadores não tivessem a intenção de realizar análises destrutivas na amostra, essa fratura justificou o sacrifício de algumas partes da amostra para estudos estruturais e moleculares. Pequenos pedaços da amostra foram montados diretamente em microscópios eletrônicos de varredura (MEV) e revestidos por pulverização com uma liga de ouro e/ou paládio. As imagens resultantes mostraram que pouco tecido intacto permaneceu, e apenas basidiósporos fragmentados e esmagados foram vistos. Outra amostra do espécime foi montada em resina de spurr (um meio de incorporação usado em microscopia eletrônica) e seccionada com uma faca de diamante; as seções resultantes foram examinadas com microscopia eletrônica de transmissão (MET). A falta de material biológico discernível do cogumelo visto no estudo do MEV foi confirmada na análise por MET. Uma seção final do fóssil foi selecionada para tentar o sequenciamento do DNA. Uma pequena amostra do fóssil foi extraída no AMNH e enviada ao Museu Peabody de Arqueologia e Etnologia para a amplificação de DNA. Nenhum dos três extratos selecionados mostrou quaisquer resultados após a tentativa de amplificação, sendo possível que as fraturas e linhas de fluxo que dividem o AMNH NJ-90Z durante a preparação inicial já tenham penetrado no fóssil e destruído o selo hermético que seria necessário para preservar a matéria orgânica do cogumelo.
Os basidiósporos recuperados com o corpo frutífero foram examinados durante o estudo por MEV. Os esporos mostraram danos consideráveis tanto no processo de fossilização quanto no subsequente intemperismo e na coleta de espécimes. Eles também exibiam halos distintos no âmbar, possivelmente de gás ou líquido lixiviado, ou uma reação nos esporos que impedia a resina de se transformar em âmbar. Mesmo assim, sobrou o suficiente para fazer algumas observações sobre a morfologia dos esporos. Os basidiósporos são amplamente elípticos a ovais, medindo aproximadamente 7,3 por 4,7 micrômetros, e cada um deles mostra um apêndice hilar distinto.
Os caracteres combinados de Archaeomarasmius indicam uma relação com a moderna família Tricholomataceae, com uma semelhança próxima aos gêneros Marasmius e Marasmiellus. Ambos os gêneros são notados por marcescência, endurecimento e secagem, ao invés de putrefação. Esta propriedade aumentaria as chances de um cogumelo ficar sepultado em âmbar. No entanto, um número de outras espécies também são possíveis parentes próximos deste gênero, principalmente em Tricholomataceae, embora algumas espécies da família Strophariaceae também apresentam tal propriedade. Os autores também sugerem que pode ser apropriado classificar Archaeomarasmius de uma forma mais conservadora, classificando-a como incertae sedis (de colocação incerta) dentro dos Tricholomatoceae, Agaricales ou Homobasidiomycetes.

## Inclusões associadas
O espécime âmbar "AMNH NJ-90", que preservou os dois holótipos, também preservou uma série de outras inclusões que dão indicações sobre o que a ecologia de Archaeomarasmius pode ter sido. Das cerca de quarenta inclusões de insetos presentes, moscas das famílias Ceratopogonidae e Chironomidae, junto com moscas d'águas da ordem Trichoptera, sugere que o cogumelo estava crescendo perto de água doce. Besouros da família Elateridae, um cupim e um pseudoescorpião, além do cogumelo, são indicadores de madeira apodrecida, provavelmente de uma árvore da família Cupressaceae. Os membros modernos de Marasmiaceae são sapróbico, que obtém nutrientes decompondo a matéria orgânica, e os espécimes incluídos no Archaeomarasmius indicam um hábito similar para o cogumelo.